# Skiby (województwo świętokrzyskie)
Skiby – wieś w Polsce, położona w województwie świętokrzyskim, w powiecie kieleckim, w gminie Chęciny.
| SIMC    | Nazwa     | Rodzaj                    |
| ------- | --------- | ------------------------- |
| 1016954 | Gościniec | część wsi (przed 2023 r.) |
| 0234459 | Piekło    | część wsi                 |

W latach 1975–1998 miejscowość administracyjnie należała do województwa kieleckiego.